# Tony Gunawan
Tony Gunawan (Soerabaja, 9 april 1975) is een voormalig Indonesisch badmintonspeler van Chinese afkomst die na 2002 uitkwam voor de Verenigde Staten.

## Carrière
Tony Gunawan wordt beschouwd als een van de grootste herendubbel-spel badmintonners aller tijden. Gunawan heeft 4 grote toernooien op zijn naam staan die hij met 3 verschillende partners speelde, de Olympische Spelen van 2000 (Sydney) (met Candra Wijaya), het WK badminton van 2001 (met Halim Haryanto) en het WK badminton van 2005 (met Howard Bach).
Tijdens de Olympische Spelen speelden Gunawan en Wijaya in de finale tegen de Zuid-Koreanen Lee Dong-soo en You Yong-Sung. Deze werden in 3 sets verslagen met 15-10, 9-15 en 15-7.
Tijdens het WK Badminton van 2001 speelden Gunawan en Haryanto tegen de Zuid-Koreanen Kim Dong-moon en Ha Tae-kwon. Deze werden zonder veel moeite met 15-0 en 15-10 verslagen.
Tijdens het WK Badminton van 2005 namen Gunawan en Bach het op tegen het Indonesische koppel Candra Wijaya (Gunawan's ex-partner in het dubbelspel) en Sigit Budiarto. Gunawan en Bach wonnen in 3 sets met 15-11, 10-15 en 15-11.
Tony Gunawan won tussen 1992 en 2001 19 toernooien voor Indonesië, waaronder de Olympische Spelen van 2000 en de wereldkampioenschappen van 2001. Verder won hij in die tijd tweemaal de Thomas Cup, de Copenhagen Masters en de Ipoh Masters.
In 2002 nam Gunawan de Amerikaanse nationaliteit aan en begon voor het Amerikaanse team te spelen, wat hij tevens coachte. Sindsdien won hij 16 toernooien waaronder 4 keer de US Open, de wereldkampioenschappen badminton van 2005, nogmaals de Copenhagen Masters en in 2004 het herendubbel met Howard Bach op de Dutch Open.
1992: Kim Moon-soo & Park Joo-bong ·
1996: Rexy Mainaky & Ricky Subagja ·
2000: Tony Gunawan & Candra Wijaya ·
2004: Kim Dong-moon & Ha Tae-kwon ·
2008: Markis Kido & Hendra Setiawan ·
2012: Cai Yun & Fu Haifeng ·
2016: Fu Haifeng & Zhang Nan ·
2020: Lee Yang & Wang Chi-lin ·
2024: Lee Yang & Wang Chi-lin